# Nguyễn Văn Thái (trung tướng)
Nguyễn Văn Thái (sinh năm 1930), là một sĩ quan cấp cao trong Quân đội nhân dân Việt Nam, hàm Trung tướng, nguyên Phó Chủ nhiệm Chính ủy Sư đoàn 9, Chủ nhiệm Chính trị rồi Chính ủy Sư đoàn 7, Phó Chủ nhiệm Khoa Công tác Đảng – Công tác Chính trị Học viện Quân sự cấp cao, Cục trưởng Cục Tuyên huấn, Tổng cục Chính trị, Phó Giám đốc về Chính trị Học viện Quân sự Đà Lạt.

## Thân thế và sự nghiệp
Ông sinh ra và lớn lên tại thành phố Thái Bình, tỉnh Thái Bình.
Ngày 20 tháng 11 năm 1945, ông xung phong nhập ngũ, là thư ký, rồi chiến sĩ thuộc Tiểu đoàn 2 Giải phóng quân, Tiểu đoàn Cảnh vệ trực thuộc Thị đội Thái Bình.
Tháng 9 năm 1950, ông là trưởng Ban Văn thu Tỉnh đội Thái Bình, và sau đo là chính trị viên Đại đội Lê Lợi trực thuộc Tỉnh đội. 
Năm 1952, ông được Tỉnh đội Thái Bình cử đi học tại Trưởng Bổ túc Chính trị viên Liên khu 3. Sau khóa học, ông được điều lên Tây Bắc làm phái viên đi chiến dịch Lý Thường Kiệt, rồi về Cơ quan Chính trị Quân khu, và sau đó là bí thư cho Phó Chính ủy Quân khu, tham gia Chiến dịch Điện Biên Phủ. 
Năm 1956 ông được điều về công tác tại Tổng cục Chính trị, được phong quân hàm Đại úy tháng 12 năm 1958 trong đợt phong quân hàm đầu tiên của Quân đội.
Tháng 7 năm 1965, ông lên đường hành quân vào Nam chiến đấu trong đội hình Sư đoàn 325C với chức vụ Hiệp lý viên
Tháng 12 năm 1968, ông giữ chức chính ủy Trung đoàn 3, Sư đoàn 325 rồi Phó Chủ nhiệm Chính trị, Chủ nhiệm Chính trị Sư đoàn 9
Tháng 12 năm 1972, ông giữ chức Phó Chính ủy Sư đoàn 7
Trong thời gian chiến đấu ở Chiến trường miền Nam, ông đã tham gia nhiều chiến dịch lớn, quan trọng như: Mậu Thân 1968, Chiến dịch 150 ngày chốt chặn Tàu Ô – Xóm Ruộng (1972), Chiến dịch Đường 14 – Phước Long cuối 1974 đầu 1975, Chiến dịch Dầu Tiếng – Đường 20 (3.1975), Xuân Lộc (4.1975), Chiến dịch Hồ Chí Minh (4.1975)… Ngày 2 tháng 5 năm 1975, ông vinh dự có mặt trong cuộc họp báo lịch sử diễn ra tại dinh Độc Lập. 
Năm 1978, ông được điều ra Bắc, về công tác tại Học viện Quân sự cấp cao (nay là Học viện Quốc phòng) làm phó chủ nhiệm Khoa Công tác Đảng – Công tác Chính trị.
Tháng 1 năm 1984, ông quay về công tác tại Tổng cục Chính trị, là cục phó rồi cục trưởng Cục Tuyên huấn, Tổng cục Chính trị.
Tháng 1 năm 1992, ông vào Nam làm Phó giám đốc về Chính trị Học viện Quân sự Đà Lạt
Năm 1999, ông nghỉ hưu.
Từ năm 2002 tới nay, ông là trưởng Ban Liên lạc Hội đồng hương tỉnh Thái Bình tại thành phố Hồ Chí Minh.

## Lịch sử thụ phong quân hàm
Đại úy (1958), Thiếu tướng (1985), Trung tướng (1994).

## Khen thưởng
Huân chương Độc lập hạng Nhì
Huân chương Quân công (1 hạng Nhì, 2 Ba)
Huân chương Chiến thắng hạng Nhì, Huân chương Kháng chiến (chống Pháp) hạng Nhất
Huân chương Kháng chiến chống Mỹ cứu nước hạng Nhất
Huân chương Chiến công Giải phóng hạng Ba
Huy chương Quân kỳ Quyết thắng
Huân chương Chiến sĩ vẻ vang (hạng Nhất, Nhì, Ba)
Huân chương Chiến sĩ Giải phóng (hạng Nhất, Nhì, Ba)
Huy hiệu 40, 50 và 60 năm tuổi Đảng Cộng sản Việt Nam